# Cartoon Network (Hàn Quốc)

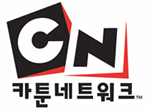
Logo cũ từ 2006 đến 2011.

Cartoon Network Hàn Quốc là một kênh truyền hình Hàn Quốc có nguồn gốc là kênh Cartoon Network ở Mỹ và là kênh truyền hình cáp và vệ tinh được quản lý Turner Broadcasting, một đơn vị của Time Warner mà chủ yếu là chương trình hoạt hình. Nó được phát hành vào ngày 11 tháng 11 năm 2006.

## Lịch sử

### 1995–2006: Tiền thân
Vào năm 1995, Orion Cartoon Network được phát hành. Logo của kênh không có chữ mà sử dụng logo của Orion với dòng chữ 오리온카툰네트워크 kế bên. Kênh được đổi tên thành Tooniverse vào năm 1999. Kênh đổi tên thành Cartoon Network cho đến tháng 12 năm 2002, khi họ bị mất hợp đồng. Vào cùng thời điểm, CSTV bắt đầu phân phối phiên bản Đông Nam Á của kênh, nhưng chỉ có tiếng Anh, luật pháp Hàn Quốc ngụ ý rằng kênh phát sóng ngoài Hàn Quốc không được phép mang theo âm thanh và phụ đề tiếng Hàn thuộc quốc gia Hàn Quốc. Trước đây, phiên bản Nhật Bản đã được chuyển vào nhà phân phối truyền hình cáp.
Vào 12 tháng 7 năm 2006, Turner và Hệ thống truyền thanh JoongAng đã ký thỏa thuận phát hành phiên bản Hàn Quốc cho kênh.

### 2006–2008: Thời đại thành phố
Vào 11 tháng 11 năm 2006, kênh thay thế phiên bản Đông Nam Á trên một số nhà cung cấp Hàn Quốc (quá trình không được hoàn tất vào năm 2011).

### 2008–2011: Thời đại mới
Vào ngày 31 tháng 8 năm 2008, định dạng và quảng cáo của Cartoon Network thay đổi, và Cartoon Network Theatre và Fridays Flicks được đổi tên thành Cartoon Network Popcorn. Điều này giống như một quyết định trước đó của Cartoon Network Đông Nam Á. Trong suốt thời đại mới nhiều chương trình hài hước/vui nhộn của Cartoon Network (như Foster's Home for Imaginary Friends và Camp Lazlo), rất được phổ biến vào đầu-giữa những năm thập niên 2000, hiện đang ít được chiếu thường xuyên trên kênh, nhiều phim hoạt hình hơn (như Kiteretsu Daihyakka, Powerpuff Girls Z và Kaibutsu-kun) và chương trình hành động (như Ben 10, Ben 10 Alien Force, Secret Saturdays).

### 2011–2014: Thời đại vui vẻ
Vào ngày 1 tháng 10 năm 2011, Cartoon Network Hàn Quốc chuyển sang CHECK it./It's a Fun Thing làm khẩu hiệu chính của họ, 신나는 재미 (Exciting fun) cũng như âm thanh riêng của họ.

## Chương trình
| - Adventure Time - Kiteretsu Daihyakka - Fair, then Partly Piggy - Toriko - The Amazing World of Gumball - Steven Universe - Uncle Grandpa - Tom & Jerry (bao gồm phiên bản phim và đặc biệt) - Ben 10 - Ben 10: Alien Force - Ben 10: Ultimate Alien - Ben 10: Omniverse - Dragon League - Pakdam Pakdai - Ninja Hattori-kun - Inakappe Taishō - Oggy and the Cockroaches - Captain Tsubasa - Tiny Toon Adventures - Legends of Chima - Osomatsu-kun - Tori GO! GO! - Dragons: Riders of Berk - Gadget Boy - Angry Birds Toons - Ronaldinho Gaucho's Team - Magi - Pokonyan - Hero Factory - Regular Show - Ninjago - Pink Panther & Pals - Kodomo no Omocha - The Powerpuff Girls - The Road Runner Show - Marude Dameo | - Secret Jouju - Niyandar - Pokémon Series - Beyblade Series - Naruto - Batman the Brave & the Bold - Robot Arpo - The Garfield Show - Looney Tunes - The Sylvester & Tweety Mysteries - The Looney Tunes Show - Onegai My Melody - Pretty Rhythm - Lego Friends - The Raspberry Times - Jimmy Two-Shoes - GeGeGe no Kitaro - Mix Master - Thundercats - Star Wars: the Clone Wars - Ed, Edd n Eddy - Kimba the White Lion - Pat & Stan - Samurai Jack - Bugged - Ethelbert the Tiger - Hot Wheels: Battle Force 5 - Bolts and Blip - Justice League - Xiaolin Showdown - Gokyoudai Monogatari - Wallace & Gromit - Teen Titans - Robotboy - The Life and Times of Juniper Lee - Kaibutsu-kun - Hi Hi Puffy AmiYumi - Skunk Fu - Monk Little Dog - Care Bears - Squirrel Boy - The Marvelous Misadventures of Flapjack - Scan2Go - Postman Pat - Akazukin Chacha | - Strawberry Shortcake - Cardcaptor Sakura - Danball Senki - Danball Senki W - Cardfight!! Vanguard - Hero: 108 - WWE Raw - Kid vs. Kat - Tayo the Little Bus - Powerpuff Girls Z - Codename: Kids Next Door - The Grim Adventures of Billy & Mandy - Johnny Bravo - Generator Rex - Angelo Rules - The Marvelous Misadventures of Flapjack - Courage the Cowardly Dog - The Secret Saturdays - Foster's Home for Imaginary Friends - Chowder - Dexter's Laboratory - My Gym Partner's a Monkey - Camp Lazlo - Mysterious Joker |

## Liên kết
- Website chính thức (tiếng Hàn)
- TV-schedule/TV-guide Lưu trữ 2018-09-15 tại Wayback Machine (tiếng Hàn)